# Кастелачо (Ливорно)
Кастелачо је насеље у Италији у округу Ливорно, региону Тоскана.
Према процени из 2011. у насељу је живело 333 становника. Насеље се налази на надморској висини од 282 м.